# Bataille de Saint-Fulgent (1794)
Pour les articles homonymes, voir Bataille de Saint-Fulgent.
Guerre de Vendée
Batailles
La bataille de Saint-Fulgent a lieu du 9 au 10 janvier 1794 lors de la guerre de Vendée. Le premier jour, les Vendéens s'emparent de Saint-Fulgent, mais des renforts républicains reprennent la ville dès le lendemain. 

## Contexte
Après avoir été repoussée à Machecoul le 2 janvier, l'armée vendéenne de Charette se replie sur La Copechagnière. Le 9 janvier, elle se porte sur Saint-Fulgent. 

## Forces en présence
Les forces vendéennes sont commandées par Charette et Joly. Dans son rapport, le général Bard porte leur nombre entre 2 000 et 3 000. L'historien Lionel Dumarcet évoque 3 000 combattants.
Côté républicain, Saint-Fulgent n'est défendue que par des « bataillons de première réquisition » selon Bard. Ces derniers sont constitués de patriotes locaux et de jeunes gens de la dernière levée. La colonne de l'adjudant-général Dominique Joba, arrivée le deuxième jour du combat, est quant à elle forte de 1 200 hommes.

## Déroulement
Le 9 janvier, les Vendéens se jettent sur Saint-Fulgent. Les patriotes, occupés à dresser un grand arbre de la liberté, sont complètement surpris et profitent de la tombée de la nuit pour échapper à leurs poursuivants. D'après Le Bouvier-Desmortiers, les Vendéens sont tellement épuisés que Charette n'a pas confiance dans ses sentinelles et préfère dormir dans le grand chemin avec un petit nombre de combattants.
Le lendemain matin, les Vendéens tendent une embuscade à un détachement de Chantonnay venu relever la garnison de Saint-Fulgent,. Les républicains prennent la fuite et sont poursuivis jusqu'au carrefour des Quatre-chemins. Ils se rallient près du château de L'Oie, mais les Vendéens les mettent à nouveau en fuite en leur infligeant la perte de quelques hommes.
Malgré ce petit succès, les Vendéens sont accablés par un froid terrible. Joly veut alors marcher sur Les Essarts, mais sur l'avis de Charette les Vendéens regagnent Saint-Fulgent. Cependant des femmes avertissent les Vendéens que des gendarmes sont entrés dans la ville alors qu'ils combattaient du côté de L'Oie et leur ont annoncé l'arrivée d'une « grande compagnie »,. Charette décide de la recevoir et envoie des patrouilles dans les environs pour le tenir informé. Des cavaliers annoncent ensuite l'arrivée d'une colonne.
À six heures du soir, les républicains lancent l'assaut sur Saint-Fulgent,. Selon Bard et Joba, les combats durent deux heures,. Pour Lucas de La Championnière en revanche, les Vendéens ne résistent qu'un quart d'heure,. Cependant ces derniers profitent à leur tour de la tombée de la nuit pour s'enfuir.
Les Vendéens sont complètement dispersés et Charette, accompagné par seulement une dizaine d'hommes, trouve refuge dans la forêt de Grasla, où il reconstitue ses forces.

## Pertes
Les pertes des différents combats ne sont pas connues. Joba affirme avoir tué 200 ou 300 hommes aux Vendéens et revendique la prise de 63 à 100 de « leurs mauvais chevaux »,.